# Civilizacijske bolesti
Civilizacijske bolesti su skupina bolesti koje su primarno povezane s načinom života modernog doba. To su bolesti koja se češće javljaju u razvijenim zemljama nego u tzv. trećem svijetu i čiji rizik oboljavanja vjerojatno ovisi o prevladavajućim uvjetima života.
Dostignućim civilizacije primjerice higijenskim poboljšanjima, medicinskim napredkom u prevenciji (npr. cjepiva) i metodama liječenja (npr. antibioticima) i stalnom opskrbom hranom smanjene su brojne bolesti koje su uobičajene u predindustrijsko doba. 
Glavni uzroci civilizacijskih bolesti su način života, kao primjerice kalorična i preslana hrana , premalo kretanja. Osim toga može biti i prekomjerno unošenje hrane, alkohola cigareta i stresa.
Civilizacije bolesti su primjerice:
- srčani udar
- prijevremena arterioskleroza
- moždani udar
- hipertenzija
- pretilost
- dijabetes
- tumori
- anoreksija
- bulimija
- prijevremeno starenje
- prijevremeni porodi ili pobačaji
- depresije
- demencija, uključujući i Alzheimerovu bolest
- sindrom kroničnog umora
- zatvor
- stres
- karijes